# Andrena sonorensis
Andrena sonorensis är en biart som beskrevs av Laberge 1967. Andrena sonorensis ingår i släktet sandbin, och familjen grävbin. Inga underarter finns listade i Catalogue of Life.